# Guyanská vysočina
Guyanská vysočina (anglicky Guiana Shield, španělsky Escudo de las Guayanas, portugalsky Planalto das Guianas, nizozemsky Hoogland van Guyana, francouzsky Plateau des Guyanes) se rozkládá v Jižní Americe na rozloze přes jeden milión km² a je zhruba vymezena tokem Orinoka ze severu a řekou Amazonkou na jihu. Politicky je součástí tří států Venezuely, Brazílie a Guyany. V současnosti je Guyanská vysočina charakterizována soustavou osamocených meset. Pro tyto stolové hory s kolmými skalními stěnami až 1000 metrů vysokými, se vžil místní indiánský název tepui. Velká část Guyanské vysočiny ležící je součástí národního parku Canaima. Nejvyšší horou pohoří a zároveň nejvyšší horou Brazílie je Pico da Neblina s nadmořskou výškou 2994 metrů.

## Geologické složení
Toto pohoří je považováno za jedno z nejstarších na světě. Guyanský štít je tvořen proterozickými sedimenty velmi dobře vytříděných křemitých písků na podloží vnitrokontinentální prekambrické žulové pánve. Erozními pochody se zde v období více než dvou miliard let zformovaly členité stolové hory i osamocené skalní věže, pro které se dnes nejčastěji užívá místní indiánský název tepui(domov bohů). Dnes je nejznámější stolovou horou Auyantepui. Z její vrcholové plošiny padá druhý nejvyšší vodopád světa – Angelův vodopád, který je 979 m vysoký.

## Stolové hory
První zdolanou stolovou horou Guyanské vysočiny byla Roraima (2810 m n. m.). Její vrcholové plató bylo dosaženo již v roce 1884 vědeckou expedicí, vedenou Sr. Everardem Im Thurn a Harry Perkinsem. Jejich přednášky v Anglii byly natolik zajímavé, že inspirovaly spisovatele A. C. Doylea k napsání světoznámého románu Ztracený svět. Na základě tohoto románu řada vědců ještě na počátku 20. století věřila, že se na izolovaných skalních věžích dochoval pravěký život, včetně dinosaurů.
Náhorní plošiny tepui mají unikátní ekosystém. Botanici, herpetologové i geologové přijíždějící do této nehostinné pustiny klasifikují zdejší biotop jako „deštnou poušť“. Klima těchto meset se po stamilióny let prakticky neměnilo. Teplota kolísá mezi 8 °C v noci a 24 °C přes den. Většinu dnů jsou vrcholy hor zahaleny do vlhkých mlžných mraků. V období dešťů navíc přicházejí prudké bouře s vydatnými srážkami.
Evoluce zde šla tady odlišnou cestou. Většina organismů je endemických. Rostliny se podobají vegetaci z období druhohor. Křemencové podloží je prakticky bez humózního pokryvu, adaptace flóry pro nedostatek živin vyústila k důmyslným masožravým mechanismům.

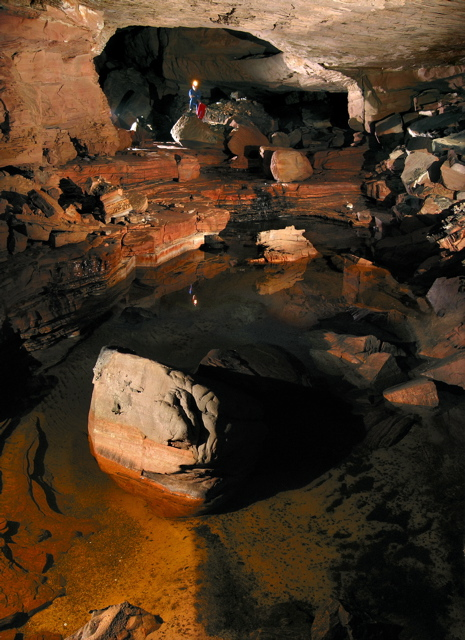
Cueva Ojos de Cristal – nejdelší křemencová jeskyně světa (8,4 km)

Ještě do nedávna geologové předpokládali velmi špatnou chemickou rozpustnost křemenců. V roce 2002 byla smíšenou česko-slovenskou výpravou objevena na stolové hoře Roraima jeskyně Cueva Ojos de Cristal (Krystalové oči). Ponorná jeskyně se vymykala všem doposud prezentovaným speleologickým výsledkům. Několik metrů široké ploché fluviální chodby s rovnými deskovitými stropy vytváří na jihu Roraimy rozsáhlý podzemní systém. V Cueva Ojos de Cristal bylo zaměřeno 8,4 km chodeb a jeskyně se tak stala nejdelší křemencovou (kvarcitovou) jeskyní světa.
Chimántá je nejrozsáhlejší mesetou Guyanské vysočiny. Rozeklaný masiv zaujímá plochu okolo 1470 km². Nejvyšším vrcholem je Murey (2698 m n. m.)
Na hoře Chimantá byla v roce 2004 objevena další mohutná kvarcitová jeskyně – Cueva Charles Brewer. Mohutnost podzemních prostor překonala veškeré představy o jeskyních v křemencích. Chodby zachovávají průměrnou šířku okolo 50 metrů s výškou stropu 10 až 20 m. Na několika místech se jeskyně rozšiřuje až na 100 metrů při výšce stropu i 40 m. Galerie Karen y Fanny ve vzdálenosti 3 kilometry od vchodu je svým objemem jednou z deseti nejmohutnějších podzemních prostor světa. Celková délka jeskyně je 4,5 kilometru.